# Holubinka lepkavá
Holubinka lepkavá je jedlá houba z čeledi holubinkovitých.

## Synonyma
- Russula viscida Kudrna
- Russula artesiana Bon 1984
- Russula melliolens var. chrismantiae Maire 1910
- Russula vinosa subsp. occidentalis Singer 1946
- Russula occidentalis Singer 1951

## Výskyt
Holubinka lepkavá roste ve smrkových lesích, především ve vápenatých půdách. Nalézt ji můžeme od srpna do září.